# Katal
El katal (símbolo kat) es una unidad derivada del Sistema Internacional de Unidades para medir la actividad catalítica, especialmente en los campos de medicina y bioquímica. Es definido como la actividad catalítica responsable de la transformación de un mol de compuesto por segundo. 
El nombre katal se usa desde hace 30 años, pero solo se oficializó durante la 21.ª Conferencia General de Pesos y Medidas de 1999.
En cinética enzimática, es la cantidad de enzima necesaria para transformar un mol de sustrato por segundo. 1 katal equivale a 60 x 106 unidades de actividad enzimática. Como es una unidad muy grande, se suele utilizar sus submúltiplos microkatal (μkat) y nanokatal (nkat).

## Definición
Un katal se refiere a una enzima catalizando la reacción de un mol de sustancia por segundo. Ya que esta es una unidad grande para muchas reacciones enzimáticas, el nanokatal (nkat) es utilizado en la práctica.
{\displaystyle {\text{kat}}={\frac {\text{mol}}{\text{s}}}}
El katal no es utilizado para expresar la razón de una reacción; que es expresada en unidades de concentración por segundo, como moles por litro por segundo. Más que, el katal es utilizado para expresar actividad catalítica, la cual es una propiedad de la catálisis.

## Múltiplos SI
| Submúltiplos | Submúltiplos | Submúltiplos | Múltiplos | Múltiplos  | Múltiplos  |
| Valor        | Símbolo SI   | Nombre       | Valor     | Símbolo SI | Nombre     |
| ------------ | ------------ | ------------ | --------- | ---------- | ---------- |
| 10−1 kat     | dkat         | decikatal    | 101 kat   | dakat      | decakatal  |
| 10−2 kat     | ckat         | centikatal   | 102 kat   | hkat       | hectokatal |
| 10−3 kat     | mkat         | millikatal   | 103 kat   | kkat       | kilokatal  |
| 10−6 kat     | µkat         | microkatal   | 106 kat   | Mkat       | megakatal  |
| 10−9 kat     | nkat         | nanokatal    | 109 kat   | Gkat       | gigakatal  |
| 10−12 kat    | pkat         | picokatal    | 1012 kat  | Tkat       | terakatal  |
| 10−15 kat    | fkat         | femtokatal   | 1015 kat  | Pkat       | petakatal  |
| 10−18 kat    | akat         | attokatal    | 1018 kat  | Ekat       | exakatal   |
| 10−21 kat    | zkat         | zeptokatal   | 1021 kat  | Zkat       | zettakatal |
| 10−24 kat    | ykat         | yoctokatal   | 1024 kat  | Ykat       | yottakatal |

## Historia
La Comisión de Química Clínica de la Unión Internacional de Química Pura y Aplicada (IUPAC), junto con la Federación Internacional de Química Clínica (IFCC), recomendó en 1966 expresar la cantidad catalítica en una unidad básica que denominaron inicialmente «catal», palabra proveniente del griego antiguo κατάλυσις (katalysis), que significa «disolución». Reemplazó a la unidad no perteneciente al SI «enzima». La unidad enzima es aún más comúnmente utilizada que el katal, especialmente en bioquímica. El uso del katal, especialmente para medir concentraciones de enzimas en medicina de laboratorio, ha sido irregular en a pesar de la aparición recurrente de recomendaciones debido, sobre todo, «a la inercia inducida por la costumbre y la falta de reconocimiento por parte de la Conferencia General de Pesas y Medidas (CGPM)».
Como resultado de la presión de la comunidad científica por adoptarla, en octubre de 1999, la 21ª reunión de la CGPM decidió adoptar el nombre katal, de símbolo kat, para la unidad derivada del SI para expresar la actividad catalítica.